# Christian Eigler
Christian Eigler (Roth, 1º gennaio 1984) è un ex calciatore tedesco, di ruolo attaccante.

## Carriera
Ha partecipato con la nazionale tedesca Under-21 al campionato europeo di categoria nel 2006.

## Palmarès

### Club

#### Competizioni nazionali
- Campionato tedesco di seconda divisione: 1

Ingolstadt 04: 2014-2015

### Individuale
- Capocannoniere della 2. Bundesliga: 1

2005-2006 (18 gol)